# Germania Ober-Roden
Germania Ober-Roden, offiziell: 1. Fußball Club Germania 08 e. V. Ober-Roden, ist ein Fußballverein mit rund 650 Mitgliedern aus dem südhessischen Rödermark (Ortsteil Ober-Roden).

## Geschichte
Der Verein wurde am 10. April 1908 gegründet und ist der erste und gleichzeitig älteste Fußballverein im Fußballkreis Dieburg. Nach dem Zweiten Weltkrieg gehörte der Verein von 1952 bis 1963 elf Jahre der 1. Amateurliga Hessen an, damals Hessens höchste Fußballliga für Amateurvereine. Die beste Platzierung konnte 1960 erzielt werden, als man punktgleich hinter der SpVgg Bad Homburg Dritter wurde und im Entscheidungsspiel um den Aufstieg in die Regionalliga Süd mit 1:2 gegen die Bad Homburger unterlag.
Nachdem der Verein in der Folgezeit bis in die A-Liga abgestiegen war, ging es nach vielen Auf- und Abstiegen erst mit der Rückkehr in die Landesliga 1992 sportlich wieder stetig aufwärts. 2003 stiegen die Germanen unter Trainer Peter Lack wieder in die Oberliga Hessen auf, der sie drei Spielzeiten angehörten. Gleich im ersten Jahr nach dem Abstieg 2006 gelang dem 1. FC Germania 08 Ober-Roden als Landesligameister mit 19 Punkten Vorsprung der direkte Wiederaufstieg in die Oberliga Hessen. In der Oberliga-Saison 2007/08 wurde das Team von Ex-Nationalspieler „Ronny“ Borchers trainiert. 2008/09 fungierte der dreifache rumänische Fußball-Nationalspieler und Ex-Profi Daniel Ciucă als Trainer, der am 29. September 2008 aus gesundheitlichen Gründen zurücktrat. In der Saison 2016/17 gewann Germania Ober-Roden in der Gruppenliga Darmstadt nach einem spannenden Aufstiegskampf in den letzten Spieltagen die Meisterschaft und stieg in die Verbandsliga Hessen-Süd auf. In der Saison 2017/18 spielen damit gleich alle drei Vereine aus Rödermark in der Verbandsliga Süd: TS Ober-Roden (das knapp die Klasse halten konnte), Viktoria Urberach (aus der Hessenliga abgestiegen), und Aufsteiger Germania Ober-Roden.
Der Verein betrieb vor dem Ersten Weltkrieg auch Leichtathletik sowie von 1935 bis 1950 eine Handballabteilung mit Damen-, Herren- und Jugendmannschaften. In den 1960er Jahren nahm die Germania mit einer Damenfußballmannschaft viele Jahre erfolgreich am Spielbetrieb des Fußballbezirkes Frankfurt teil. Der Verein unterhält eine Jugendabteilung und im Seniorenbereich zusätzlich eine Sondermannschaft (SOMA). Die 1. Mannschaft spielt heute in der Verbandsliga Süd und die 2. Mannschaft in der Kreisoberliga Dieburg. 
Für Frauen gibt es eine Damen-Gymnastikgruppe, die nahezu 100 Mitglieder hat und 2007 ihr 40-jähriges Bestehen feierte. 2006 hat sich auch die Line-Dance-Gruppe „Boots'n'Buckles“ dem Verein als Unterabteilung angeschlossen.

## Erfolge
- 2× Meister der B-Liga (1912, 1913)
- 3× Meister der A-Liga (1928, 1934, 1975)
- 5× Meister der Bezirksliga (1948, 1949, 1952, 1967, 1979)
- 1× Meister der Bezirksoberliga (1992)
- 1× Meister der Gruppenliga Darmstadt (2017)
- 1× Meister der Landesliga Hessen, Staffel Süd (2007)
- 1× Vize-Meister der Landesliga Hessen, Staffel Süd (2003)
- Oberliga Hessen (1952–1963, 2003–2006, 2007–2010)
- 3× Kreispokalsieger (1995, 1996, 2002)
- 2× Bezirkspokalsieger (1911, 1995)
- 21× Rödermärker Fußball-Stadtmeister

## Bekannte Spieler
- Thorsten Flick (Profi bei Eintracht Frankfurt, SSC Neapel, VSC Debrecen, 1. FC Saarbrücken, VfB Oldenburg, Viktoria Aschaffenburg, SV Darmstadt 98)
- Frank Grimm (Profi bei 1. FSV Mainz 05)
- Mirza Kapetanovic (Profi beim FK Sarajevo, Kickers Offenbach und mehrfacher jugoslawischer Nationalspieler)
- Adam Keck, Willi Kronenberg, Otto Lebien, Ottmar Groh, Erwin Tilke (Hessenauswahlspieler der 50er Jahre)
- Helmut Koch (Profi beim SV Darmstadt 98, früherer Hessenauswahlspieler)
- Milad Salem (Profi bei SV Wehen Wiesbaden)
- Krisztián Szollár (Profi bei FC Schalke 04, SG Wattenscheid 09, SC Preußen Münster, SV Darmstadt 98, Viktoria Aschaffenburg, Rot-Weiß Darmstadt)
- Daniele Toch (Profi bei SV Darmstadt 98, Wormatia Worms)
- Dirk Wolf (Profi bei Borussia Mönchengladbach, Eintracht Frankfurt, FC St. Pauli, SV Darmstadt 98)

## Spielstätte
Der 1. FC Germania Ober-Roden trägt seine Heimspiele auf der vereinseigenen Sportanlage „An der Frankfurter Straße“ aus. Das Sportgelände besteht aus zwei großen Rasenspielfeldern und einem Kleinspielfeld sowie einem Vereinsheim mit Übungsraum, überdachter Terrasse, Clubhaus-Gaststätte, Veranstaltungssaal und diversen Funktionsräumen.